# Genista McIntosh
Pour les articles homonymes, voir McIntosh.
Genista Mary "Jenny" McIntosh, baronne McIntosh de Hudnall (née le 23 septembre 1946 à Londres) est une consultante en arts britannique, une dirigeante de théâtre et une femme politique travailliste. 

## Biographie
Née Genista Mary Tandy, elle est la fille de Geoffrey Tandy (en) et de son épouse Maire MacDermott, et fait ses études à l'Université d'York. En 1971, elle épouse Neil Scott Wishart McIntosh. Ils ont un fils et une fille, mais divorcent ensuite. Elle travaille pour la Royal Shakespeare Company en tant que directrice de casting entre 1972 et 1977, comme contrôleur de planification entre 1977 et 1984, comme administratrice principale en 1986 et comme productrice associée en 1990. Elle est également directrice exécutive du Royal National Theatre de 1990 à 1996 et de 1997 à 2002. En 1997, elle est nommée directrice générale du Royal Opera House, mais démissionne après seulement cinq mois en raison de problèmes de santé. Elle est faite pair à vie avec le titre de baronne McIntosh de Hudnall de Hampstead dans le Borough londonien de Camden le 3 août 1999 et fait son premier discours à la Chambre des lords en novembre de cette année. 